# Coupe de Biélorussie de football 1993-1994
Navigation
Coupe de Biélorussie 1992-1993 Coupe de Biélorussie 1994-1995
La Coupe de Biélorussie 1993-1994 est la 3e édition de la Coupe de Biélorussie de football depuis la prise d'indépendance du pays en 1991. Elle prend place entre le 3 juillet 1993 et le 24 juin 1994, date de la finale au stade Dinamo de Minsk.
Un total de 28 équipes prennent part à la compétition, parmi lesquelles l'intégralité des participants à la première division 1993-1994 auquel s'ajoute huit clubs de deuxième division et quatre du troisième échelon.
Le Dinamo Minsk remporte sa deuxième coupe nationale à l'issue de la compétition au détriment du Fandok Babrouïsk. Cette victoire permet au club de se qualifier pour le tour préliminaire de la Coupe des coupes 1994-1995. Le Dinamo se qualifiant cependant par la suite pour la Coupe UEFA en remportant le championnat biélorusse, la place européenne est finalement réattribuée au Fandok.

## Seizièmes de finale
| Date           | Locaux                         | Score                | Visiteurs                    |
| -------------- | ------------------------------ | -------------------- | ---------------------------- |
| 3 juillet 1993 | Obouvchtchik Lida (D2)         | 1 - 2 ap             | (D1) Dinamo Minsk            |
| 3 juillet 1993 | Santanas Samakhvalavitchy (D2) | 0 - 4                | (D1) Dniepr Mahiliow         |
| 3 juillet 1993 | Zaria Iazyl (D3)               | 0 - 9                | (D1) Dinamo Brest            |
| 3 juillet 1993 | Kommounalnik Pinsk (D2)        | 5 - 2                | (D1) Torpedo Mahiliow        |
| 3 juillet 1993 | Kolos-Stroïtel Voustse (D3)    | 1 - 2                | (D1) Stroïtel Staryïa Darohi |
| 3 juillet 1993 | Polessié Mazyr (D2)            | 0 - 1                | (D1) Vedrytch Retchytsa      |
| 3 juillet 1993 | Torpedo Jodzina (D2)           | 1 - 1 ap (4 - 2 tab) | (D1) Lokomotiv Vitebsk       |
| 3 juillet 1993 | Smena Minsk (D2)               | 1 - 3                | (D1) Fandok Babrouïsk        |
| 3 juillet 1993 | Albertine Slonim (D2)          | 2 - 1                | (D1) Nioman Hrodna           |
| 3 juillet 1993 | Legmach Orcha (D3)             | 1 - 3                | (D1) Torpedo Minsk           |
| 3 juillet 1993 | Ataka-407 Minsk (D3)           | 1 - 3                | (D1) Chinnik Babrouïsk       |
| 3 juillet 1993 | Kardan-Flaïers Hrodna (D3)     | 1 - 0                | (D1) Dinamo-93 Minsk         |

## Huitièmes de finale
| Date           | Locaux                       | Score | Visiteurs                  |
| -------------- | ---------------------------- | ----- | -------------------------- |
| 7 juillet 1993 | Homselmach Homiel (D1)       | 0 - 1 | (D1) Chakhtior Salihorsk   |
| 7 juillet 1993 | Dinamo Minsk (D1)            | 2 - 1 | (D1) Dniepr Mahiliow       |
| 7 juillet 1993 | Dinamo Brest (D1)            | 3 - 1 | (D2) Kommounalnik Pinsk    |
| 7 juillet 1993 | Stroïtel Staryïa Darohi (D1) | 1 - 0 | (D1) Vedrytch Retchytsa    |
| 7 juillet 1993 | Fandok Babrouïsk (D1)        | 3 - 2 | (D2) Torpedo Jodzina       |
| 7 juillet 1993 | Torpedo Minsk (D1)           | 3 - 1 | (D2) Albertine Slonim      |
| 7 juillet 1993 | Chinnik Babrouïsk (D1)       | 3 - 1 | (D3) Kardan-Flaïers Hrodna |
| 7 juillet 1993 | KIM Vitebsk (D1)             | 0 - 2 | (D1) FK Maladetchna        |

## Quarts de finale
Les matchs aller sont joués le 11 juillet 1993 tandis que les matchs retour sont joués les 2 et 8 août 1993.
| Équipe 1              | Score | Équipe 2                     | Aller | Retour |
| --------------------- | ----- | ---------------------------- | ----- | ------ |
| FK Maladetchna (D1)   | 2 - 0 | (D1) Chakhtior Salihorsk     | 1 - 0 | 1 - 0  |
| Dinamo Minsk (D1)     | 1 - 0 | (D1) Torpedo Minsk           | 1 - 0 | 0 - 0  |
| Dinamo Brest (D1)     | 3 - 0 | (D1) Stroïtel Staryïa Darohi | 2 - 0 | 1 - 0  |
| Fandok Babrouïsk (D1) | 1 - 0 | (D2) Chinnik Babrouïsk       | 0 - 0 | 1 - 0  |

## Demi-finales
Les matchs aller sont joués le 6 octobre 1993 tandis que les matchs retour sont joués le 28 octobre 1993.
| Équipe 1              | Score | Équipe 2            | Aller | Retour |
| --------------------- | ----- | ------------------- | ----- | ------ |
| Dinamo Minsk (D1)     | 6 - 0 | (D1) Dinamo Brest   | 4 - 0 | 2 - 0  |
| Fandok Babrouïsk (D2) | 4 - 1 | (D1) FK Maladetchna | 3 - 0 | 1 - 1  |

## Finale
| Entraîneur :         |
| Beniamin Arzamastsev |

| Entraîneur :    |
| Ivan Savostikov |

| Entraîneur :         |
| Beniamin Arzamastsev |

| Entraîneur :    |
| Ivan Savostikov |